# 朴範界
朴 範界（パク・ポムゲ、韓国語: 박범계、1963年4月27日 - ）は、韓国の政治家、元裁判官、弁護士。第19・20・21・22代国会議員。文在寅政権の法務部長官。

## 来歴
忠清北道永同郡出身。ハンバッ大学校経済学学士、延世大学校法学士。
ソウル特別市、全州市、大田広域市の地方法院の判事を歴任した。盧武鉉政権の青瓦台民政第2秘書官・法務秘書官、大法院司法改革推進委員会幹事を務めた。後に法律事務所を開業し、弁護士として活動した。
政界入り後は民主党中央党人権特別委員会委員長、民主統合党大田広域市党委員長・院内副代表、第19代国会法制司法委員会委員、倫理特別委員会幹事、民主統合党法律委員長を歴任した。2020年12月に大統領の文在寅により、辞意を表明した秋美愛の後任の法務部長官として指名され、就任後は尹錫悦が検察総長を辞めたまでの約1か月の間で上司と部下の関係であった。尹錫悦が2022年の大統領選挙で当選した後に祝意を伝えたが、尹の「法務部長官の具体的な事件に対する捜査指揮権を廃止する」という司法改革の公約に表立って反対姿勢を示した。

## エピソード
尹錫悦とは司法研修院の同期であるが、尹より3歳年下である。2013年11月、尹が国家情報院による世論操作事件の捜査に関する外圧を暴露して懲戒を受けると、Facebookに「尹錫悦兄貴！兄貴を正しい検事と称せざるを得ない大韓民国と検察の現実が悲しい」と書いた。しかし、2020年10月の大検察庁に対する国政監査では、当時検察総長であった尹に向かって「尹錫悦の正義は選択的正義」と批判し、尹が納得しにくい姿を見せると「まっすぐ座れ」と怒鳴りつけた。
1999年2月に全羅北道完州郡参礼邑で発生した参礼スーパー3人組強盗致死事件の審理過程では陪席判事を務めた。3名の被告人はその後、有罪判決を受けて服役したが、2016年に真犯人と名乗る人物が出たことで当時の事件が再審の対象となった。結局2017年に朴は誤審を認め、再審で無罪となった冤罪の被害者たちを国会に招いて謝罪した。
司法試験の廃止を主張するため、2016年に自宅前で酔っ払い状態で、司法試験の廃止を防いでほしいと訴えた司法試験の受験生の胸ぐらをつかんで暴言・暴行を加えた疑惑がある。ただし、本人はずっと否定しており、逆に自分が暴行された側だと主張している。
2019年に発生した国会暴力事件であるファストトラック衝突事件で自由韓国党の議員と党職者に対し暴行を加えたため、2020年初に暴行罪で起訴された。2021年5月26日に法務部長官でありながら被告席に立つことになった。
2020年1月16日、駐韓米国大使のハリー・ハリスが文在寅政権の対北政策について、米国と相談しなければならないと発言したことについて、朴は自分のFacebookでハリスが「自ら日系と称するハリス米国大使の無礼炸裂」と書いた。